# Welcome 2 My Nightmare
Welcome 2 My Nightmare ist das 2011 erschienene 26. Studioalbum und 19. Soloalbum von Alice Cooper. Es handelt sich um ein Konzeptalbum, das die mit dem 1975 veröffentlichten Album Welcome to My Nightmare eingeführte Geschichte um die Figur Steven aufgreift. Die noch lebenden Mitglieder der ursprünglichen Band um den Sänger, Gitarrist Michael Bruce, Bassist Dennis Dunaway und Schlagzeuger Neal Smith, nahmen mit Cooper drei Titel für das Album auf, bei dem auch weitere prominente Musiker mitwirkten.

## Hintergrund
Das 1975 veröffentlichte Welcome to My Nightmare war das erste Solowerk Alice Coopers, dessen Name bis dahin für die gesamte Band gestanden hatte. Mit diesem Album wollte Cooper etwas so Unvergessliches erschaffen und sein vorheriges Tun in den Schatten stellen. Zu diesem Zweck entstand die Figur des Steven, dessen Albträume der Zuhörer durchleben sollte. Cooper erklärte dazu:

„Zwischen Fakt und Fiktion verläuft ein schmaler Grat. Es ist bekannt, dass man in der Traumphase nicht dazwischen unterscheiden kann. Deshalb muss man aufwachen, um nicht den Verstand zu verlieren. Wenn man nun wie Steven unfähig ist, aufzuwachen, ist das der größte Albtraum überhaupt.“

Nachdem Cooper 2008 das Album Along Came a Spider veröffentlicht hatte, plante er eine Fortsetzung dazu, die er mit Bob Ezrin aufnehmen wollte. Der war jedoch wenig davon angetan und verwies auf den geringen Erfolg dieses Albums. Er erinnerte Cooper an Welcome to My Nightmare und fragte, was wäre, wenn es noch einen weiteren Albtraum gäbe.
An dem Album wurden zahlreiche Songwriter und Musiker beteiligt. Neben Bob Ezrin und Alice Cooper war auch Desmond Child am Songwriting beteiligt; einige musikalische Partner aus Coopers Vergangenheit leisteten ebenfalls ihren Beitrag, so zum Beispiel Dick Wagner, Kip Winger, Keri Kelli oder Steve Hunter. Außerdem ist das Duett What Baby Wants enthalten, zu dem die Pop-Künstlerin Ke$ha nicht nur den Gesang, sondern auch das Songwriting beitrug. Bei den Titeln, für die Cooper eine besondere „Siebziger-Atmosphäre“ benötigte, nahm er die Mitglieder seiner damaligen Band, Michael Bruce, Dennis Dunaway und Schlagzeuger Neal Smith, in Anspruch.
Das Album erschien am 13. September 2011 in verschiedenen, teilweise mit Bonustracks ausgestatteten Versionen auf CD, Vinyl-Doppelalbum und als Download. Der Deluxe-Version der CD und der Schallplatte waren jeweils ein Poster und eine „Fahrkarte“ für den „Nightmare Express“ beigelegt.

## Rezeption
Das deutsche Magazin Rocks schrieb, das Album „dürfte höchstens jene überfordern, für die Alice Cooper nur von 1986 bis 1991 von Reiz“ gewesen sei. Welcome 2 My Nightmare sei „fein mit dem Cooper-Werk der Siebziger verästelt, ohne im Charakter selbst eins zu sein.“ Die „Gastbeiträge der alten Alice Cooper-Band“ beschwörten „die knisternde Atmosphäre von einst herauf.“ Der Rezensent kommt zu dem Fazit: „Ein lebendigeres, abwechslungsreicheres und besseres Cooper-Album hat es lange nicht gegeben.“
Stephen Thomas Erlewine von Allmusic schrieb, dass Cooper „in den letzten zwei Jahrzehnten zwar keine Hitsingle gehabt, sich aber keinesfalls ruhig verhalten“ habe. Keine seiner Veröffentlichungen seit „Hey Stoopid“ (1991) habe jedoch „das starke Profil“ von Welcome 2 My Nightmare gehabt. Man könne angesichts des Fortsetzungskonzeptes „erwarten, dass es ein altmodisches Album“ sei, aber es gehöre „zu den großartigen Fähigkeiten Alice Coopers“, dass er immer Schallplatten produziere, die „zeitgemäß“ klängen, und dieses Album sei „keine Ausnahme“. Die Gastmusiker und Produzent Bob Ezrin gäben „dem Album Flair und Fokus“, die es nicht nur zu einer „unerwartet erfolgreichen Fortsetzung“, sondern zu Coopers „bestem Album seit Jahrzehnten“ machten.

## Titelliste

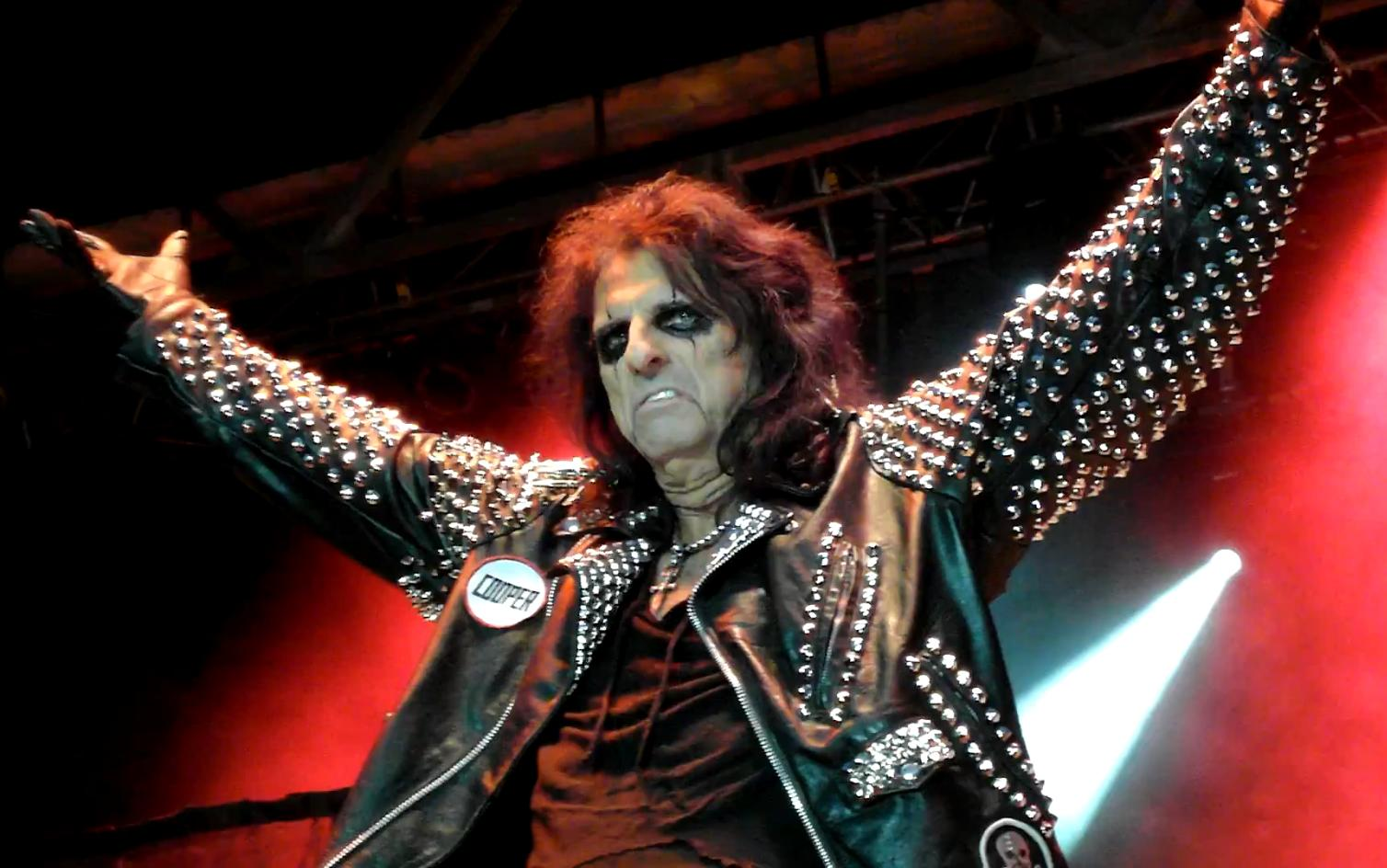
Alice Cooper 2011

1. I Am Made of You Alice Cooper, Bob Ezrin, Desmond Child
2. Caffeine Alice Cooper, Bob Ezrin, Tommy Henriksen, Keith Nelson
3. The Nightmare Returns Alice Cooper, Bob Ezrin
4. A Runaway Train Dennis Dunaway, Alice Cooper, Bob Ezrin
5. Last Man on Earth Alice Cooper, Bob Ezrin, Matt Montgomery, David Spreng
6. The Congregation Alice Cooper, Bob Ezrin, Tommy Henriksen
7. I’ll Bite Your Face Off Neil Smith, Alice Cooper, Bob Ezrin, Tommy Henriksen
8. Disco Bloodbath Boogie Fever Alice Cooper, Bob Ezrin, Tommy Henriksen
9. Ghouls Gone Wild Alice Cooper, Bob Ezrin, Tommy Henriksen
10. Something to Remember Me By Dick Wagner, Alice Cooper
11. When Hell Comes Home Mike Bruce, Alice Cooper, Bob Ezrin
12. What Baby Wants Alice Cooper, Ke$ha Sebert, Bob Ezrin, Tommy Henriksen
13. I Gotta Get Outta Here Alice Cooper, Patterson Hood, Bob Ezrin
14. The Underture Alice Cooper, Bob Ezrin, Dick Wagner, Tommy Henriksen, Desmond Child, Kelly Jay Fordham, Jeremy Rubolino

Bonustracks
1. Flatline Bob Ezrin, Justin Cortelyou, Tommy Henriksen (LP-Bonus-Track)
2. We Gotta Get Out of This Place Barry Mann, Cynthia Weill (Deluxe-CD)
3. The Black Widow (Live at Download Festival) Alice Cooper, Michael Bruce (Deluxe-CD)
4. No More Mr. Nice Guy (Live at Download Festival) Alice Cooper, Michael Bruce (Deluxe-CD)
5. A Bad Situation Alice Cooper, Chuck Garric, Jim Bacchi, Bob Ezrin (Download-Version)

## Beteiligte Musiker
- Tommy Henriksen – Co-Songwriter, Gitarren, Bass, Keyboards
- Michael Bruce – Gitarre, Keyboards, Backing Vocal
- Dennis Dunaway – Bass
- Neal Smith – Schlagzeug, Percussion
- Steve Hunter – Gitarre
- Keith Nelson – Gitarre
- Dick Wagner – Gitarre
- Tommy Denander – Gitarre on „I Am Made of You“
- Vince Gill – Gitarre
- Ke$ha – Gesang
- Rob Zombie – Backing Vocal
- John 5 – Gitarre
- Piggy D – Bass
- David Spreng – Schlagzeug
- Kip Winger – Backing Vocal
- Patterson Hood – Gitarre
- Damon Johnson – Gitarre
- Keri Kelli – Gitarre
- Jimmy DeGrasso – Schlagzeug
- Pat Buchanan – Gitarre
- Vicki Hampton – Backing Vocal
- Wendy Moten – Backing Vocal
- Scott Williamson – Schlagzeug
- Jimmie Lee Sloas – Bass